# Carico araldico
In araldica il termine "pieno" indica un elemento che non presenta rotture né alterazioni. Uno scudo pieno è quello che presenta un solo campo senza che nessun altro oggetto lo alteri: il campo pieno copre la sua intera superficie. Pochi scudi, però, sono di colore pieno, la maggior parte sono modificati (caricati) da motivi (carichi) la cui finalità tecnica principale è di individualizzare le armi, rendendole così distinguibili l'una dalle altre.
Ai motivi geometrici iniziali (che hanno formato il gruppo delle pezze onorevoli, la cui posizione e dimensione sullo scudo hanno dei valori convenzionali, ancorché diversi nei vari paesi di tradizione araldica) si sono aggiunte un'infinità di figure di ogni sorta: forme geometriche pure, esseri viventi animali o vegetali, reali o di fantasia, oggetti tecnici o naturali.
Il disegno dei carichi è sempre molto stilizzato, talvolta in misura estrema, senza effetti di profondità né di illuminazione (colori uniformi, delimitati da un tratto).
I carichi sono di un solo smalto, ma può succedere che elementi di un carico complesso siano di smalto differente (ad esempio un leone di rosso con gli artigli di nero), e allora la cosa deve essere blasonata con l'apposito vocabolario (leone di rosso armato di nero).
A differenza delle partizioni, che delimitano zone poste allo stesso livello, i carichi si appoggiano sul campo o su un altro carico, costituendo uno spessore (nelle rappresentazioni artistiche più evolute tale spessore è rappresentato da un'ombra prodotta sul campo caricato, con la luce che convenzionalmente viene da un punto posto davanti in alto a destra - convenzione che si ritrova anche nel disegno architettonico o su talune carte topografiche -).
I carichi di dimensioni sufficientemente grandi possono essere partizionati e caricati da altri carichi.
Tra i carichi più diffusi, oltre le pezze onorevoli come la fascia o la croce, si trovano il leone, l'aquila e il giglio.

## Carichi, pezze onorevoli e mobili
Quando il campo non è pieno, il termine carico indica tutto ciò che carica lo scudo e completa il campo. I carichi comprendono i mobili e le pezze onorevoli (e le loro modificazioni). È interessante notare che nell'araldica francese si usa, con questa funzione, il termine "figura" che poi, per estensione, va a designare anche le partizioni geometriche.
Le pezze onorevoli sono parti dello scudo, delimitate da linee geometriche che separano le zone di smalto diverso. Contrariamente ai mobili, le pezze onorevoli si estendono di norma fino al bordo della regione che occupano e non hanno funzione figurativa. Le pezze si presentano come posate su un campo, mentre le partizioni sembrano giustapposte senza che nessuno smalto abbia una funzione più rilevante degli altri.